# Pseudosieversia shikokensis
Pseudosieversia shikokensis är en skalbaggsart som beskrevs av Hayashi 1959. Pseudosieversia shikokensis ingår i släktet Pseudosieversia och familjen långhorningar. Inga underarter finns listade i Catalogue of Life.